# Tatăl nostru

"Tatăl nostru" scris cu alfabetul chirilic român

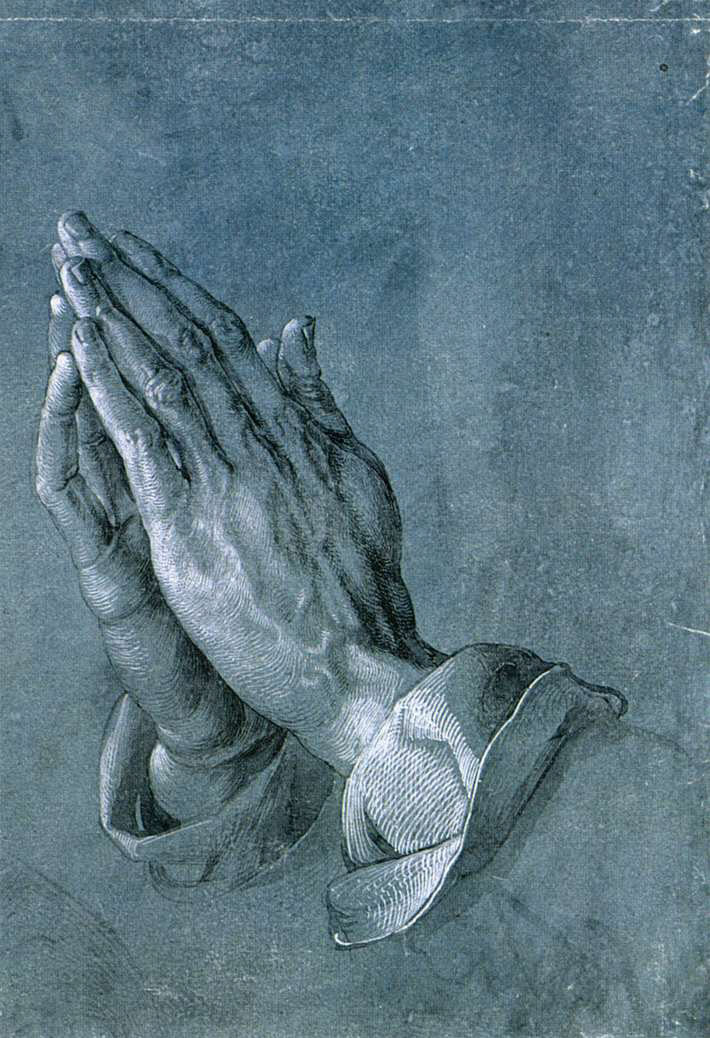
Mâini rugătoare, de Albrecht Dürer

Tatăl nostru sau Rugăciunea Domnească este una dintre rugăciunile de bază ale creștinătății, comună tuturor confesiunilor creștine datorită faptului că se regăsește în textul evangheliilor sinoptice. 
Conform cap. 11 al Evangheliei după Sf. Luca, rugăciunea a fost rostită de Iisus Hristos (sau Isus din Nazaret) ca răspuns la cererea unuia dintre discipolii (apostolii) Săi de a îi învăța cum să se roage.

## Versiunea după Sf. Matei
Versiunea mateiană a devenit liturgică din cele mai vechi timpuri. Deși Iisus i-a învățat, cel mai probabil, rugăciunea în limba aramaică, cele mai vechi texte există în limba greacă. Datorită faptului că limba latină a fost limba dominantă a creștinismului în mare parte a continentului european, Pater noster, rugăciunea în latină, este o traducere importantă a versiunii grecești.
| Varianta greacă                                                                | Varianta greacă                                                  | Varianta latină                              |
| ------------------------------------------------------------------------------ | ---------------------------------------------------------------- | -------------------------------------------- |
| În greaca Koinē (de la care toate celelalte sunt traduse direct sau indirect): |                                                                  |                                              |
| cu alfabet grecesc                                                             | pronunție greacă modernă                                         |                                              |
| Πάτερ ἡμῶν ὁ ἐν τοῖς οὐρανοῖς                                                  | Páter imón, o en tis uranís                                      | Pater noster, qui es in caelis               |
| ἁγιασθήτω τὸ ὄνομά σου·                                                        | ajiascíto to ónomá su;                                           | Sanctificetur nomen tuum;                    |
| ἐλθέτω ἡ βασιλεία σου·                                                         | elcéto i vasilía su;                                             | Adveniat regnum tuum.                        |
| γενηθήτω τὸ θέλημά σου,                                                        | jenicíto to célimá su,                                           | Fiat voluntas tua                            |
| ὡς ἐν οὐρανῷ καὶ ἐπὶ τῆς γῆς·                                                  | os en uranó, ke epí tis jis;                                     | sicut in caelo et in terra                   |
| τὸν ἄρτον ἡμῶν τὸν ἐπιούσιον δὸς ἡμῖν σήμερον·                                 | ton árton imón ton epiúsion ðos imín símeron;                    | Panem nostrum quotidianum da nobis hodie.    |
| καὶ ἄφες ἡμῖν τὰ ὀφελήματα ἡμῶν,                                               | ke áfes imín ta ofelímata imón,                                  | Et dimitte nobis debita nostra,              |
| ὡς καὶ ἡμεῖς ἀφίεμεν τοῖς ὀφειλέταις ἡμῶν·                                     | os ke imís afíemen tis ofilétes imón;                            | Sicut et nos dimittimus debitoribus nostris. |
| καὶ μὴ εἰσενέγκῃς ἡμᾶς εἰς πειρασμόν,                                          | ke mi isenéngis imás is pirazmón,                                | Et ne nos inducas in temptationem;           |
| ἀλλὰ ῥῦσαι ἡμᾶς ἀπὸ τοῦ πονηροῦ.                                               | allá ríse imás apó tu ponirú.                                    | Sed libera nos a malo.                       |
| [Ὅτι σοῦ ἐστιν ἡ βασιλεία καὶ ἡ δύναμις καὶ ἡ δόξα εἰς τοὺς αἰῶνας·]           | [Óti su estin i vasilía, ke i ðínamis, ke i ðoksa is tus eónas;] |                                              |
| ἀμήν.                                                                          | amín.                                                            | Amen.                                        |

Versiunea latinească a rugăciunii apare ocazional în unele imnuri.
Altă variantă folosește supersubstantialem (tradus în limba română prin spre ființă), în loc de quotidianum (tradus în limba română prin de toate zilele); quotidianum este scris, câteodată, quotidianum.
În Vulgata lui Ieronim apare:
«Pater noster qui in caelis es sanctificetur nomen tuum
veniat regnum tuum fiat voluntas tua sicut in caelo et in terra
panem nostrum supersubstantialem da nobis hodie
et dimitte nobis debita nostra sicut et nos dimisimus debitoribus nostris
et ne inducas nos in temptationem sed libera nos a malo.»
Datorită faptului că în latină, ordinea cuvintelor este relativ liberă, înțelesul este, în final, același.

### Evanghelia după Sf.Matei 6:9-13
(este cea mai folosită variantă din limba română)
"Tatăl nostru Care ești în ceruri,
sfințească-se numele Tău,
vie împărăția Ta,
facă-se voia Ta, precum în cer așa și pe Pământ.
Pâinea noastră cea de toate zilele,
dă-ne-o nouă astăzi
și ne iartă nouă greșalele noastre
precum și noi iertăm greșiților noștri
și nu ne duce pe noi în ispită
ci ne izbăvește de cel rău.
Că a Ta este împărăția și puterea și mărirea,
acum și pururea și în vecii vecilor.
Amin."
Există însă și alte variante care cuprind modificări, precum:
- vie, folosit în limba română literară vină;
- facă-se este folosit și ca fie;
- greșelile este înlocuit în versiunea de la Sf. Luca cu păcatele;
- pe este folosit alături de forma arhaică pre;
- izbăvește este concurat de mântuiește. În limba veche, mai apărea și scapă;
- cel rău este concurat de echivalarea cel viclean, ambele existente încă din sec. al XVI-lea;
- cea spre ființă mai este înlocuit cu cea de toate zilele;
- mărire, folosit în limba română cunoaște și forma slavonă slavă.

Doxologia finală nu apare în toate manuscrisele, dar este folosită în toate riturile, cu excepția celui bizantin, uneori cu caracter opțional. În riturile orientale, aceasta e rostită, de regulă, de preot. În ritul bizantin, această doxologie sau ecfonis are o formă trinitară: "Că a Ta este împărăția, și puterea, și mărirea (slava), a Tatălui și a Fiului și a Sfântului Spirit (Duh), acum și totdeauna (pururea) și în vecii vecilor. Amin"

## Evanghelia după Sf.Luca 11:2-4
| Originalul evanghelic | În versiunea diortosită după Septuaginta, redactată și adnotată de către Bartolomeu Valeriu Anania, mitropolitul Clujului, textul apare astfel: |
| --- | --- |
| Tată, sfințească-se numele tău; vină împărăția ta, facă-se voia ta, precum în cer, așa și pe pământ. Pâinea noastră cea de toate zilele dă-ne-o nouă în fiecare zi; și ne iartă nouă păcatele noastre, fiindcă și noi iertăm tuturor celor ce ne greșesc nouă; și nu ne duce pe noi în ispită, ci ne mântuiește de cel rău. | „Când vă rugați, ziceți: Tatăl nostru Carele ești în ceruri, sfințească-se numele Tău. Vină împărăția Ta. Facă-se voia Ta precum în cer așa și pe pământ. Pâinea noastră cea de toate zilele dă-ne-o nouă'n fiecare zi. Și ne iartă nouă păcatele noastre, căci și noi iertăm oricui ne-o datorează nouă. Și nu ne duce pe noi în ispită, ci ne izbăvește de Cel-Rău". |

## Utilitate în lingvistica comparată
Traduceri ale rugăciunii au fost multă vreme utilizate pentru comparații rapide între limbi, datorat și faptului că primii filologi erau creștini, și o mare parte din aceștia erau preoți. Datorită activităților misionare, de-a lungul istoriei, una din primele cărți traduse în noile limbi descoperite era Biblia, și prin urmare, cele mai accesibile texte în orice limbă erau traduceri parțiale sau totale ale Bibliei. De exemplu, singurul text existent în limba gotică este Codex Argenteus, reproducerea incompletă a Bibliei lui Ulfilas.
În ultima perioadă însă, această practică a început să fie combătută, atât din considerente ce țin de neutralitate religioasă, cât și din considerente de ordin practic: rugăciunea „Tatăl Nostru” folosește o formă de exprimare ce diferă de modul de vorbire curent într-o anumită limbă. În lingvistica din Uniunea Sovietică, din motive ideologice, se foloseau "Operele Complete" ale lui V.I. Lenin, având în vedere că fuseseră traduse în toate limbile uniunii, dar și în principalele limbi ale secolului al XX-lea.

## Tatăl nostruîn limba română
Prima versiune românească a rugăciunii Tatăl nostru, în alfabetul latin, a fost tipărită la Cracovia (la acea vreme parte din Uniunea statală polono-lituaniană), într-o lucrare a cărturarului polonez Stanislau Sarnicki.
„Rugăciunea domnească” fusese scrisă, la cererea acestuia, de logofătul moldovean Luca Stroici.